# Nemaha County, Kansas
Nemaha County är ett administrativt område i delstaten Kansas, USA, med 10 178 invånare. Den administrativa huvudorten (county seat) är Seneca.

## Geografi
Enligt United States Census Bureau har countyt en total area på 1 863 km². 1 859 km² av den arean är land och 4 km² är vatten.

### Angränsande countyn
- Richardson County, Nebraska - nordost
- Brown County - öst
- Jackson County - sydost
- Pottawatomie County - sydväst
- Marshall County - väst
- Pawnee County, Nebraska - nordväst

### Orter
- Bern
- Centralia
- Corning
- Goff
- Oneida
- Sabetha (delvis i Brown County)
- Seneca (huvudort)
- Wetmore